# Francisco Lacasa Burgos
Francisco Lacasa Burgos (1883-1936) fue un militar español.

## Biografía
Militar perteneciente al arma de caballería, en julio de 1936 ostentaba el rango de coronel y estaba al frente del Regimiento de Caballería «Santiago», con sede en Barcelona. Implicado en la conspiración militar contra la República, la mañana del 19 de julio se sublevó junto a su unidad y sacó las tropas a la calle. Sin embargo, avanzando por la Avenida Diagonal (entonces llamada Avenida 14 de Abril) se encontró con una fuerte resistencia por parte de la Guardia de Asalto y de las milicias anarcosindicalistas, por lo que un grupo de oficiales y soldados se acabó refugiando en el Monasterio de los Carmelitas Descalzos después de que el propio coronel Lacasa convenciera al prior.
Los sitiados aguantaron hasta la mañana del 20 de julio, cuando acordaron rendirse sólo ante fuerzas de la Guardia Civil. Sin embargo, para entonces se había congregado una gran multitud armada alrededor del edificio de los Carmelitas. Los sitiados, nerviosos, dispararon contra la multitud, lo que excitó aún más los ánimos. Cuando los rebeldes iban a rendirse ante el coronel de la Guardia Civil Antonio Escobar, una multitud enfurecida se abalanzó sobre el lugar, sobrepasando a los guardias civiles, y causó una matanza entre los rendidos y los frailes del convento. El propio Lacasa se encontraba entre los que cayeron asesinados por la masa.